# أنور خوجحاج
أنور خوجحاج (بالألبانية: Enver Hoxhaj، ولد في 4 أكتوبر 1969)، سياسي من كوسوفو. شغل منصب وزير الخارجية في جمهورية كوسوفو، وكان زعيمًا سابقًا لـحزب الاتحاد الديمقراطي الكوسوفي.

## المسيرة المهنية
شغل أنور خوجحاج منصب أستاذ في جامعة بريشتينا. عمل لدى منظمة الجامعة العالمية (WUS) في النمسا، وأسس معهد كوسوفو للبحوث والتوثيق. في مارس 2004، انضم إلى حزب الاتحاد الديمقراطي الكوسوفي. تولى منصب وزير التعليم والعلوم والتكنولوجيا في جمهورية كوسوفو. وقد شغل منصب وزير الخارجية مرتين، الأولى من 2011 إلى 2014 في حكومة يرأسها هاشم ثاتشي، والمرة الثانية بدأت في يونيو 2016 في حكومة رئيس الوزراء عيسى مصطفى.